# Горацій і Лідія
Горацій і Лідія (англ. Horace and Lydia) — картина в стилістиці академізму, котру створив фінський художник Альберт Едельфельт у 1886 році.

## Учнівство і академічні штудії
Альберт Едельфельт довго і наполегливо навчався. Син архітектора, він добре розумів міць і необхідність тренувань і довгого малювання. Починав ще у малювальній школі Товариства фінських художників у місті Гельсінгфорс. Навчання подовжив у Гельсінгфорзькому університеті. Він — один із небагатьох художників Скандинавії, що навчався не у Мюнхені чи Дюссельдорфі, а стажувався у Антверпенській художній академії. Мало цього, він перебрався у Париж, де відвідував уроки у Жана-Леона Жерома при Школі красних мистецтв.
Більшість академічних шкіл і установ орієнтувались на пізній класицизм і настанови академій 17 століття. А це постійні сцени з історії античності чи біблійні сюжети («Гектор і Андромаха», «Ахілл і Аякс», «Народження Венери», «Смерть Цезаря»). У 19 ст. десятиліттями точилася боротьба між прихильниками застарілих і вже помертвілих настанов академізму і реалізму у його різних проявах. Перехідний етап від академізму до реалізму був і в творчості Альберта Едельфельта, свідоцтвом чому ескіз «Горацій і Лідія» та готова картина на цей же сюжет (була виставлена у Парижі 1888 року), відомості про котру загубилися.

## Опис твору
На великій мармуровій лаві зручно розмістилася молода жінка. За нею молодик, одягнений у римську тогу. Іде неспішне спілкування, при цьому молодик на чомусь наполягає, а молодичка нікуди не поспішає. Вона надто захоплена фліртом, увагою до неї поета і приємним жіночим станом подобатись хоч комусь. Від назви зрозуміло, що це давньоримський поет Горацій та пані, згадана у його віршах.
Художник непогано розробив композицію. Жодна з фігур не затуляє іншу. Автор непогано розкрив характери персонажів, а також уважно подбав про висвітлену колористичну гаму. В картині переважають білі фарби, де головують біла сукня Лідії та білий мармур великої лави. Полотно не було закінченим, але навіть у ескізі відчутні і сонячний день, і квіти (прості плями фарби), кинуті художником на коліна молодички, і гірський пейзаж вдалині. Дослідники вважають, що картина була розпочата у квітні 1886 року, коли Альберт Едельфельт був на стажуванні у Парижі. Хоча вперше з темою він зіткнувся у Антверпенській художній академії, де бачив твір на цю ж тему, створений художником Альма-Тадемою.
На всьому відчутна печатка академічних настанов, поданих у поверхневому, салонному їх варіанті. Задумана картина не що інше, як чергова «закохана пара», котрих чимало створювали у 19 ст. представники академізму та салонного мистецтва, гідного бути лише декоративною деталлю у помешканні. Мінявся лише історичний одяг закоханих пар.
Альберт Едельфельт спробував власні сили у академічній штудії і твір його не задовольнив. Він помітно просувався у творчості до достовірності і реалізму, ознаки котрого є навіть в цілковито академічній картині. Настановами реалізму він перевіряв достовірність події і в цій же картині. Серед значущих деталей ескіза — увага до жесту Лідії. Едельфельт мав хист багато чого розповісти людським жестом як у портреті, так і у сюжетній картині, що ріднило його з кращими майстрами минулого, серед котрих — Адам де Костер, Ян Корнеліс Вермеєн, Тиціан. Уважно вивчав людські жести і сам Леонардо да Вінчі. Полотно не було продане за життя майстра і роками зберігалось у нього вдома у Фінляндії.